# ジャニーヌ・ガーサイド
ジャニーヌ・ガーサイド（Jeannine Garside、1978年4月14日 - ）は、カナダの女子プロボクサーである。ブリティッシュコロンビア州ダンカン出身。

## 来歴
1996年にマイク・タイソン戦の前座として行われたクリスティ・マーチン vs. デアドラ・ゴガーティ戦を観てボクシングを始める。アマチュアで国内選手権を連覇。2001年に初開催された世界女子選手権でも銅メダルを獲得。
2004年にプロ転向。12月4日、米国でプロデビュー。
2005年11月18日、4戦目でリサ・ブラウンが持つWIBA世界ライトフェザー級王座に挑戦。判定を制して王座奪取。
2006年6月23日、ブラウンとの再戦で引き分け初防衛。直後に王座返上。
11月4日、ローラ・セラーノと空位のWIBA世界フェザー級王座を争い、判定で2階級制覇達成。
2008年6月13日、チーベル・ホールバックが持つIFBA世界ライト級王座に挑戦するが、1-2判定で初の敗戦。
その後、9月28日に于智慧の持つIFBAスーパーフェザー級王座に挑戦も敗戦。
12月17日にはイルマ・アドラーに敗れWIBA王座からも陥落。
2009年6月6日、ドミンガ・オリボの持つWBC女子インターナショナルフェザー級王座に挑戦。判定で王座獲得。
2010年4月24日、リンゼイ・ガーバットと空位になったWIBA世界フェザー級王座を争い、3回TKOで返り咲き。
2010年7月3日、イナ・メンツァーが持つWIBF・WBC・WBO世界フェザー級王座に挑戦。無敗の王者相手に終始圧倒し、3-0判定で保持しているWIBAと合わせて4団体の王座統一に成功。
直後、WIBA王座を返上。

## 戦績
- 14戦10勝4KO3敗1分け

## 獲得タイトル
- WIBA世界ライトフェザー級王座
- WIBA世界フェザー級王座
- WBC女子インターナショナルフェザー級王座
- WIBF世界フェザー級王座
- WBC女子世界フェザー級王座
- WBO女子世界フェザー級王座